# Presumpce viny
Presumpce viny (v anglickém originále Out of Time) je americký kriminální film z roku 2003. Režisérem filmu je Carl Franklin. Hlavní role ztvárnili Denzel Washington, Eva Mendes, Sanaa Lathan, Dean Cain a John Billingsley. 

## Obsazení
| Denzel Washington | Matthias Lee Whitlock |
| Eva Mendes        | Alex Diaz-Whitlock    |
| Sanaa Lathan      | Anne Merai Harrison   |
| Dean Cain         | Chris Harrison        |
| John Billingsley  | Chae                  |
| Robert Baker      | Tony Dalton           |
| Alex Carter       | Paul Cabot            |
| Antoni Corone     | Baste                 |

## Přijetí
Film získal mezi diváky na filmových databázích spíše průměrné hodnocení (k datu 23. července 2014):
- ČSFD: 67 %
- IMDb: 6,5 z 10
- FDb: 73,4 %